# Discografia de The Offspring
Este anexo lista a discografia da banda The Offspring.

## Compilações
| Ano  | Título                        | Posições | Posições | Posições | Posições | Posições | Posições | Posições | Posições | Posições | Posições | Posições | Posições | Posições | Posições | Posições | Certificação RIAA | Vendas nos EUA | Vendas mundiais |
| Ano  | Título                        | EUA      | RU       | AUS      | NZ       | IRL      | ALE      | FRA      | AUT      | SUI      | ITA      | HOL      | DIN      | NOR      | SUE      | FIN      | Certificação RIAA | Vendas nos EUA | Vendas mundiais |
| ---- | ----------------------------- | -------- | -------- | -------- | -------- | -------- | -------- | -------- | -------- | -------- | -------- | -------- | -------- | -------- | -------- | -------- | ----------------- | -------------- | --------------- |
| 1989 | The Offspring                 | —        | —        | —        | —        | —        | —        | —        | —        | —        | —        | 85       | —        | —        | —        | —        | —                 | 100.000        | 500.000         |
| 1992 | Ignition                      | —        | —        | —        | —        | —        | —        | —        | —        | —        | —        | —        | —        | —        | —        | —        | Ouro              | 650.000        | 1.500.000       |
| 1994 | Smash                         | 4        | 21       | 1        | 6        | —        | 4        | 108      | 2        | 3        | —        | 5        | —        | 9        | 3        | 2        | 6× Platina        | 6.300.000      | 16.000.000      |
| 1997 | Ixnay on the Hombre           | 9        | 17       | 2        | 2        | —        | 15       | 3        | 3        | 10       | —        | 8        | —        | 9        | 4        | 2        | Platina           | 1.600.000      | 6.400.000       |
| 1998 | Americana                     | 2        | 10       | 1        | 1        | —        | 5        | 2        | 1        | 5        | —        | 6        | 2        | 2        | 1        | 2        | 5× Platina        | 5.500.000      | 15.000.000      |
| 2000 | Conspiracy of One             | 9        | 12       | 4        | 11       | 14       | 8        | 3        | 5        | 4        | 12       | 32       | —        | 11       | 8        | 4        | Platina           | 1.300.000      | 5.100.000       |
| 2003 | Splinter                      | 30       | 27       | 12       | 27       | 70       | 31       | 19       | 10       | 13       | 40       | 98       | —        | —        | 56       | 33       | Ouro              | 685.000        | 2.300.000       |
| 2008 | Rise and Fall, Rage and Grace | 10       | 39       | 3        | 9        | 55       | 13       | 6        | 7        | 5        | 39       | 73       | —        | —        | 52       | 12       | —                 | 329.000        | 2.855.300       |
| 2012 | Days Go By                    | 12       | 43       | 7        | 17       | —        | 5        | 18       | 6        | 8        | 23       | 56       | —        | —        | 57       | 34       | —                 | 150.000        | 1.000.000       |
| 2021 | Let The Bad Times Roll        | 27       | 3        | 2        |          |          | 5        | 7        | 1        | 4        | 29       | 38       |          |          | 16       | 10       |                   |                |                 |

| Ano  | Título        | Posições                                             | Certificação | Vendas nos EUA  |
| ---- | ------------- | ---------------------------------------------------- | ------------ | --------------- |
| 2005 | Greatest Hits | #8 (Estados Unidos) #14 (Reino Unido) #2 (Austrália) | Ouro         | Mais de 500.000 |
| 2010 | Happy Hour!   | —                                                    | —            | —               |

## EP
| Ano  | Título           |
| ---- | ---------------- |
| 1991 | Baghdad          |
| 1997 | Club Me          |
| 2014 | Summer Nationals |

## Singles
| Ano  | Título                                      | Posições | Posições | Posições | Posições | Posições | Posições | Posições | Posições | Posições | Posições | Posições | Posições | Álbum                         |
| Ano  | Título                                      | EUA      | EUA Mod  | EUA Main | RU       | ALE      | NOR      | AUT      | SUI      | Sue      | AUS      | NZ       | HOL      | Álbum                         |
| ---- | ------------------------------------------- | -------- | -------- | -------- | -------- | -------- | -------- | -------- | -------- | -------- | -------- | -------- | -------- | ----------------------------- |
| 1986 | "I'll Be Waiting/Blackball"                 | —        | —        | —        | —        | —        | —        | —        | —        | —        | —        | —        | —        | The Offspring                 |
| 1994 | "Come Out and Play"                         | 8        | 1        | 10       | —        | —        | —        | —        | —        | 23       | 8        | —        | 32       | Smash                         |
| 1994 | "Self Esteem"                               | 9        | 1        | 1        | 37       | 4        | 1        | 4        | —        | 1        | 6        | 39       | 4        | Smash                         |
| 1995 | "Gotta Get Away"                            | —        | 6        | 15       | 43       | —        | 18       | 36       | —        | 26       | —        | —        | 33       | Smash                         |
| 1995 | "Kick Him When He's Down"                   | —        | 22       | —        | —        | —        | —        | —        | —        | —        | —        | —        | —        | Ignition                      |
| 1995 | "Smash It Up"                               | 47       | 16       | —        | —        | —        | —        | —        | —        | —        | —        | —        | —        | Batman Forever                |
| 1996 | "All I Want"                                | 65       | 13       | —        | 31       | —        | 6        | 25       | —        | 36       | 15       | 27       | 51       | Ixnay on the Hombre           |
| 1997 | "Gone Away"                                 | 50       | 4        | 1        | —        | 93       | —        | —        | —        | —        | 16       | 35       | 93       | Ixnay on the Hombre           |
| 1997 | "The Meaning of Life"                       | —        | —        | —        | —        | —        | —        | —        | —        | —        | —        | —        | —        | Ixnay on the Hombre           |
| 1997 | "I Choose"                                  | —        | 24       | 5        | 42       | —        | —        | —        | —        | —        | —        | —        | —        | Ixnay on the Hombre           |
| 1998 | "Pretty Fly (for a White Guy)"              | 4        | 1        | 1        | 1        | 2        | 1        | 2        | 4        | 1        | 1        | —        | 1        | Americana                     |
| 1999 | "Why Don't You Get a Job?"                  | 74       | 4        | 10       | 2        | 16       | 6        | 16       | 24       | 2        | 2        | 4        | 6        | Americana                     |
| 1999 | "The Kids Aren't Alright"                   | 105      | 6        | 11       | 11       | 45       | —        | —        | —        | 16       | —        | 39       | 29       | Americana                     |
| 1999 | "She's Got Issues"                          | —        | 11       | 19       | 41       | —        | —        | —        | 60       | 59       | —        | —        | 89       | Americana                     |
| 2000 | "Original Prankster"                        | 70       | 2        | 7        | 6        | 46       | 7        | —        | 20       | 5        | 5        | 34       | 44       | Conspiracy of One             |
| 2001 | "Want You Bad"                              | —        | 10       | 23       | 15       | —        | —        | 67       | 45       | 46       | 35       | —        | —        | Conspiracy of One             |
| 2001 | "Million Miles Away"                        | —        | —        | —        | 21       | —        | —        | —        | 97       | —        | —        | —        | —        | Conspiracy of One             |
| 2001 | "Defy You"                                  | 77       | 8        | 8        | —        | 62       | —        | 54       | 52       | —        | —        | —        | —        | Orange County                 |
| 2003 | "Hit That"                                  | 64       | 1        | 6        | 11       | 31       | —        | 21       | 57       | —        | —        | 24       | 60       | Splinter                      |
| 2004 | "(Can't Get My) Head Around You"            | 121      | 6        | 16       | 48       | —        | —        | —        | —        | —        | 53       | —        | —        | Splinter                      |
| 2004 | "Spare Me the Details"                      | —        | —        | —        | —        | —        | —        | —        | —        | —        | —        | 31       | —        | Splinter                      |
| 2005 | "Can't Repeat"                              | 110      | 9        | 10       | —        | —        | —        | —        | —        | —        | —        | —        | —        | Greatest Hits                 |
| 2008 | "Hammerhead"                                | 105      | 2        | 8        | —        | —        | —        | —        | —        | —        | 91       | —        | —        | Rise and Fall, Rage and Grace |
| 2008 | "You're Gonna Go Far, Kid"                  | 68       | 1        | 11       | —        | —        | —        | —        | —        | —        | 84       | 28       | —        | Rise and Fall, Rage and Grace |
| 2008 | "Kristy, Are You Doing Okay?"               | 106      | 7        | 38       | —        | —        | —        | —        | —        | —        | —        | —        | —        | Rise and Fall, Rage and Grace |
| 2009 | "Half-Truism"                               | —        | 20       | 30       | —        | —        | —        | —        | —        | —        | —        | —        | —        | Rise and Fall, Rage and Grace |
| 2012 | "Days Go By"                                | —        | —        | —        | —        | —        | —        | —        | —        | —        | —        | —        | —        | Days Go By                    |
| 2012 | "Cruising California (Bumpin' in My Trunk)" | —        | —        | —        | —        | —        | —        | —        | —        | —        | —        | —        | —        | Days Go By                    |

## Vídeos
| Ano  | Título                          |
| ---- | ------------------------------- |
| 1998 | Americana                       |
| 2000 | Huck It                         |
| 2005 | Complete Music Video Collection |

## Videoclipes
| Ano  | Título                           | Diretor                         | Álbum                         |
| ---- | -------------------------------- | ------------------------------- | ----------------------------- |
| 1994 | "Come Out and Play"              | Darren Lavett                   | Smash                         |
| 1994 | "Self Esteem"                    | Darren Lavett                   | Smash                         |
| 1995 | "Gotta Get Away"                 | Samuel Bayer                    | Smash                         |
| 1997 | "All I Want"                     | David Yow                       | Ixnay on the Hombre           |
| 1997 | "The Meaning of Life"            | Kevin Kerslake                  | Ixnay on the Hombre           |
| 1997 | "I Choose"                       | Dexter Holland                  | Ixnay on the Hombre           |
| 1997 | "Gone Away"                      | Nigel Dick                      | Ixnay on the Hombre           |
| 1998 | "Pretty Fly (for a White Guy)"   | MCG                             | Americana                     |
| 1999 | "Why Don't You Get a Job?"       | MCG                             | Americana                     |
| 1999 | "The Kids Aren't Alright"        | Yariv Gaber                     | Americana                     |
| 1999 | "She's Got Issues"               | Jonathan Dayton e Valerie Faris | Americana                     |
| 2000 | "Original Prankster"             | Dave Myers                      | Conspiracy of One             |
| 2001 | "Want You Bad"                   | Spencer Susser                  | Conspiracy of One             |
| 2001 | "Defy You"                       | Dave Myers                      | Orange County                 |
| 2003 | "Hit That"                       | John Williams e David Lea       | Splinter                      |
| 2003 | "Da Hui"                         |                                 | Splinter                      |
| 2004 | "(Can't Get My) Head Around You" |                                 | Splinter                      |
| 2005 | "Can't Repeat"                   | Ramon e Pedro                   | Greatest Hits                 |
| 2008 | "Hammerhead"                     | Teqtonik                        | Rise and Fall, Rage and Grace |
| 2009 | "Kristy, Are You Doing Okay?"    |                                 | Rise and Fall, Rage and Grace |
| 2009 | "Stuff Is Messed Up"             |                                 | Rise and Fall, Rage and Grace |

## Trilhas sonoras
| Ano  | Título                                   | Filme                           |
| ---- | ---------------------------------------- | ------------------------------- |
| 1995 | "Smash It Up"                            | Batman Forever                  |
| 1997 | "D.U.I."                                 | I Know What You Did Last Summer |
| 1998 | "The Kids Aren't Alright"                | The Faculty                     |
| 1999 | "Beheaded"                               | Idle Hands                      |
| 1999 | "I Wanna Be Sedated"                     | Idle Hands                      |
| 2000 | "Bloodstains"                            | Ready to Rumble                 |
| 2000 | "Totalimmortal"                          | Me, Myself & Irene              |
| 2002 | "Defy You"                               | Orange County                   |
| 2006 | "Come Out and Play (Keep 'Em Separated)" | Click                           |
| 2009 | "You're Gonna Go Far, Kid"               | Van Wilder: Freshman Year       |

## Covers
| Canção                        | Aparece em                                                                             | Artista original         |
| ----------------------------- | -------------------------------------------------------------------------------------- | ------------------------ |
| "52 Girls"                    | - Contains No Caffeine                                                                 | The B-52's               |
| "80 Times"                    | - "Want You Bad"                                                                       | T.S.O.L.                 |
| "Autonomy"                    | - "Want You Bad"                                                                       | Buzzcocks                |
| "Ballroom Blitz"              | Somente tocada ao vivo (sob o nome de Manic Subsidal)                                  | The Sweet                |
| "Basket Case"                 | Somente tocada ao vivo                                                                 | Green Day                |
| "Blitzkrieg Bop"              | Somente tocada ao vivo                                                                 | Ramones                  |
| "Bloodstains"                 | - Ready to Rumble - Ready to Rumble                                                    | Agent Orange             |
| "Feelings"                    | - Americana                                                                            | Morris Albert            |
| "Hey Joe"                     | - Baghdad - Go Ahead Punk... Make My Day - "Gone Away"                                 | Billy Roberts            |
| "Hit Me Baby (One More Time)" | Somente tocada ao vivo (MTV Cover in the Park)                                         | Britney Spears           |
| "I Got A Right"               | - Club Me - "The Meaning of Life"                                                      | Iggy Pop and the Stooges |
| "I Wanna Be Sedated"          | - "Why Don't You Get a Job?" - We're a Happy Family: A Tribute to Ramones - Idle Hands | Ramones                  |
| "Killboy Powerhead"           | - Smash                                                                                | The Didjits              |
| "My Favourite Game"           | Somente tocada ao vivo (MTV Cover in the Park)                                         | The Cardigans            |
| "Next to You"                 | - Greatest Hits                                                                        | The Police               |
| "O.C.Life"                    | - Rise and Fall, Rage and Grace                                                        | Rikk Agnew / D.I.        |
| "One Hundred Punks"           | - "Defy You" - "(Can't Get My) Head Around You"                                        | Generation X             |
| "Sin City"                    | - "Million Miles Away"                                                                 | AC/DC                    |
| "Smash It Up"                 | - Batman Forever - Batman Forever - Club Me - "All I Want"                             | The Damned               |
| "Smells Like Teen Spirit"     | Somente tocada ao vivo                                                                 | Nirvana                  |
| "Stand By Me"                 | Somente tocada ao vivo (Dexter Holland com a banda Pennywise)                          | Ben E. King              |
| "The Beautiful People"        | Somente tocada ao vivo (MTV Cover in the Park)                                         | Marilyn Manson           |
| "Territorial Pissings"        | Somente tocada ao vivo                                                                 | Nirvana                  |
| "Totalimmortal"               | - Me, Myself & Irene - Me, Myself & Irene                                              | AFI                      |
| "Undone – The Sweater Song"   | Somente tocada ao vivo                                                                 | Weezer                   |
| "Video Killed the Radio Star" | Gravada, porém nunca lançada                                                           | The Buggles              |
| "When You Say Nothing At All" | Somente tocada ao vivo (MTV Cover in the Park)                                         | Ronan Keating            |